# Silvio Padoin
Silvio Padoin (* 11. April 1930 in Pieve di Soligo; † 31. Oktober 2019 in Conegliano) war ein italienischer Geistlicher und römisch-katholischer Bischof von Pozzuoli.

## Leben
Silvio Padoin empfing am 9. April 1955 die Priesterweihe.  Padoin war als Sekretär der Italienischen Bischofskonferenz und von 1961 bis 1989 als Mitarbeiter der Kongregation für Bischöfe tätig, dort ab 1990 als Untersekretär.
Papst Johannes Paul II. ernannte ihn am 8. Mai 1993 zum Bischof von Pozzuoli. Der Kardinaldekan und Kardinalpräfekt der Kongregation für die Bischöfe, Bernardin Gantin, spendete ihm am 26. Juni desselben Jahres die Bischofsweihe; Mitkonsekratoren waren Salvatore Sorrentino, emeritierter Bischof von Pozzuoli, und Eugenio Ravignani, Bischof von Vittorio Veneto.
Am 2. September 2005 nahm Papst Benedikt XVI. sein altersbedingtes Rücktrittsgesuch an.